# Zrcalo (film, 1975)
Zrcalo (rusko Зеркало, translit. Zerkalo) je sovjetski umetniški film iz leta 1975, ki ga je režiral Andrej Tarkovski in zanj tudi napisal scenarij skupaj z Aleksandrom Mišarinom. Delno je avtobiografski, nekonvencionalno strukturiran in vsebuje pesmi, ki jih je napisal in recitiral režiserjev oče Arsenij Tarkovski. V glavnih vlogah nastopajo Margarita Terehova, Ignat Danilcev, Ala Demidova, Anatolij Solonicin, režiserjeva žena Larisa Tarkovska in tudi njegova mati Marija Višnjakova. Inokentij Smoktunovski je posnel glas pripovedovalca, Edvard Artemjev pa glasbo in zvočne učinke. Film je posnet v obliki nelinearne naracije, glavna zasnova za film je iz leta 1964, kasneje sta Tarkovski in Mišarin scenarij večkrat spreminjala. Zgodba se odvija v spominih umirajočega pesnika okoli ključnih trenutkov njegovega življenja in sovjetske kulture. Film združuje sodobne prizore z otroškimi spomini, sanjami in filmskimi novicami. Posnet je v črno beli in barvni tehniki ter tudi barvi sepia. Potek filma spominja na sanje in se lahko primerja s tehniko toka zavesti v modernistični književnosti.
Film je bil premierno prikazan 7. marca 1975 ter je sprva razdelil tako kritike, kot tudi gledalce, mnogi so pripoved označili za nerazumljivo. Sčasoma je pridobil ugled med kritiki in leta 2012 so ga v reviji Sight & Sound Britanskega filmskega inštituta uvrstili na devetnajsto mesto najboljših filmov vseh časov po anketi filmskih kritikov in deveto mesto po anketi filmskih režiserjev. Tudi med Rusi velja za najpriljubljenejše delo Tarkovskega.

## Vloge
- Filip Jankovski kot otroški Aleksej
- Ignat Danilcev kot najstniški Aleksej
- Inokentij Smoktunovski kot odrasli Aleksej (glas)
- Margarita Terehova kot mlada Marija/Maša
- Marija Višnjakova kot stara Marija
- Oleg Jankovski kot Aleksejev oče
- Ala Demidova kot Liza
- Anatolij Solonicin kot forenzik
- Tamara Ogorodnikova kot varuška
- Larisa Tarkovska kot Nadežda
- Arsenij Tarkovski kot pripovedovalec (glas)
- Olga Kizilova kot rdečelaso dekle